# Parafia Najświętszego Serca Pana Jezusa i św. Anny w Kiszewie
Parafia Najświętszego Serca Pana Jezusa i Świętej Anny w Kiszewie – rzymskokatolicka parafia w Kiszewie, należy do dekanatu obornickiego. Powstała w XIV wieku. Mieści się pod numerem 44. Prowadzą ją księża Misjonarze Świętej Rodziny.